# Irene Esser
Irene Sofía Esser Quintero (Puerto Ordaz, 20 novembre 1991) è una modella venezuelana, eletta Miss Venezuela nel 2011.
La Esser è cresciuta a Río Caribe, Sucre, Venezuela. Ha rappresentato il Venezuela a Miss Universo 2012, classificandosi terza.

## Biografia
Irene Esser è nata nella città di Puerto Ordaz, ma già sin dalla prima infanzia ha vissuto e studiato nella città di Río Caribe nello stato di Sucre. Suo padre, Billy Esser Bonta, è un importante imprenditore nel settore del cacao, proprietario della Hacienda Bukare, fondata nel 1997. Dopo essersi diplomata presso la "Andres Bello High School" a Carúpano, si è trasferita in Inghilterra, dove ha iniziato un corso presso Shrewsbury College of Arts & Technology. Irene Esser è di origini ungheresi e tedesche da parte paterna.
La Esser, che è alta un metro e settantanove, ha partecipato in qualità di Miss Sucre, come una delle ventiquattro finaliste del concorso di bellezza Miss Venezuela, che si è tenuto il 15 ottobre 2011 a Caracas, e dove ha ottenuto il titolo di Miss Eleganza ed è diventata la terza vincitrice di Miss Venezuela proveniente dallo stato di Sucre. Irene Esser si è inoltre guadagnata il diritto di rappresentare il Venezuela a Miss Universo 2012.